# Dardanus guttatus
Dardanus guttatus är en kräftdjursart som först beskrevs av Olivier 1812.  Dardanus guttatus ingår i släktet Dardanus och familjen Diogenidae. Inga underarter finns listade i Catalogue of Life.